# Laranjal do Jari
Laranjal do Jari là một đô thị thuộc bang Amapá, Brasil. Đô thị này có diện tích 29699 km², dân số năm 2007 là 37194 người, mật độ 1,25 người/km².